# Femke van der Meij
Femke van der Meij (Spaarndam, 20 mei 1985) is een Nederlandse voormalig atlete, die gespecialiseerd was in het hordelopen en de sprint. Zij verzamelde in totaal tien nationale titels bij de senioren, waarvan drie op de sprint en zeven op de horden.

## Biografie

### Begin
Van der Meij richtte zich vanaf elfjarige leeftijd op de atletieksport, nadat zij eerder wat had rondgekeken bij enkele andere sporten, zoals turnen en tennis. Vanaf haar veertiende startte zij bij de Velser atletiekvereniging AV Suomi met specifieke trainingen, gericht op sprint en horden, onder leiding van trainer Piet Bogaard. Het leverde haar in 2003 op de 100 m horden haar eerste nationale jeugdtitel op. Er zouden er op dit nummer en op de 100 m in totaal nog drie volgen.
Haar eerste ervaring op een groot internationaal toernooi deed Femke van der Meij op bij de Europese kampioenschappen voor atleten onder 23 jaar in 2005. Ze reikte er op de 100 m horden tot de halve finale. Bij de nationale seniorenkampioenschappen was zij eerder dat jaar achter Rosina Hodde als tweede geëindigd. Het was niet haar eerste eremetaal bij de senioren, want tijdens het indoorseizoen had ze op de 60 m horden al brons veroverd.

### Eerste seniorentitel
De eerste nationale seniorentitel behaalde Van der Meij het volgende jaar op de 60 m horden indoor. Outdoor viel zij ditmaal net buiten de prijzen en moest zij op de 100 m horden genoegen nemen met een vierde plaats.
In het weekend van 1 juli 2007 gaf ze tijdens de nationale baankampioenschappen in het Olympisch Stadion blijk van haar goede vorm door tweede te worden op de 100 m. Op de 100 m horden, haar favoriete onderdeel, won ze de Nederlandse titel in 13,42 en troefde hiermee verrassend Karin Ruckstuhl (13,54) af.
Een week na dit NK reisde Femke van der Meij af naar Debrecen in Hongarije, waar zij op 13 juli deelnam aan de Europese kampioenschappen voor atleten onder 23 jaar. In haar serie 100 m horden realiseerde de Spaarndamse een tijd van 13,36, een honderdste seconde boven haar PR en de zevende tijd van alle deelneemsters. In de halve finale kwam zij met wat tegenwind uit op 13,49, net 0,04 seconde te langzaam voor een finaleplaats. Ondanks deze teleurstelling keerde Van der Meij toch met een tevreden gevoel huiswaarts. Als vijftiende geplaatst voorafgaand aan het toernooi, had zij de laatste acht immers op een haar na gemist.

### De kunst van het pieken
Sinds haar eerste nationale indoortitel in 2006 was Femke van der Meij op de 60 m horden in Nederland tot en met 2011 de te kloppen atlete. Want zowel in 2007 als in 2008 prolongeerde zij haar titel. Bovendien behaalde zij in 2008, een kwartier na haar hordetitel, ook nog eens goud op de 60 m vlak. De rustige, niet-geforceerde aanpak van Femke van der Meij en haar trainer Piet Bogaard begon steeds nadrukkelijker zijn vruchten af te werpen. Daarbij had de frêle atlete de eigenschap om steeds op de juiste momenten te kunnen pieken. Eens te meer leverde zij een bewijs hiervan op de Nederlandse baankampioenschappen van 2008 in het Olympisch stadion. Binnen een uur tijd wist ze zowel de titel op de 100 m als op de 100 m horden binnen te halen. Tekenend voor de instelling van de Spaarndamse waren haar winnende tijden (respectievelijk 11,87 en 13,40), die beide in de buurt kwamen van haar beste prestaties ooit, ondanks dat er op de 100 m sprake was van tegenwind (-1,1 m/s.). In 2011 veroverde zij op de 60 m horden haar vijfde en laatste nationale indoortitel.

## Nederlandse kampioenschappen
Outdoor
| Onderdeel    | Jaar       |
| ------------ | ---------- |
| 100 m horden | 2007, 2008 |
| 100 m        | 2008, 2010 |

Indoor
| Onderdeel   | Jaar                         |
| ----------- | ---------------------------- |
| 60 m        | 2008                         |
| 60 m horden | 2006, 2007, 2008, 2009, 2011 |

## Persoonlijke records
Outdoor
| Onderdeel    | Prestatie | Datum        | Plaats   |
| ------------ | --------- | ------------ | -------- |
| 100 m        | 11,77 s   | 13 juni 2009 | Leiden   |
| 400 m        | 55,00 s   | 5 juli 2014  | Oordegem |
| 100 m horden | 13,35 s   | 9 juni 2007  | Leiden   |

Indoor
| Onderdeel   | Prestatie | Datum            | Plaats    |
| ----------- | --------- | ---------------- | --------- |
| 60 m        | 7,51 s    | 16 februari 2008 | Gent      |
| 50 m horden | 7,32 s    | 21 januari 2007  | Groningen |
| 60 m horden | 8,20 s    | 19 januari 2008  | Luxemburg |

## Palmares

### 60 m
- 2008:  NK indoor - 7,51 s
- 2009:  NK indoor - 7,52 s
- 2011: 4e NK indoor - 7,59 s
- 2013: 5e NK indoor - 7,60 s
- 2014: 8e NK indoor - 7,77 s

### 100 m
- 2007:  NK - 11,88 s
- 2008:  NK - 11,87 s
- 2010:  NK - 11,85 s
- 2013: 5e NK - 11,82 s (+2.3 m/s)

### 400 m
- 2014:  NK - 55,27 s
- 2016: 8e NK - 58,52 s (in ½ fin. 55,85 s)

### 60 m horden
- 2005:  NK indoor - 8,43 s
- 2006:  NK indoor - 8,34 s
- 2007:  NK indoor - 8,34 s
- 2008:  NK indoor - 8,30 s
- 2009:  NK indoor - 8,32 s
- 2011:  NK indoor - 8,36 s

### 100 m horden
- 2004: 4e NK - 13,94 s
- 2005:  NK - 13,77 s
- 2005: 7e in ½ fin. EK U23 - 14,00 s
- 2006: 4e NK - 13,62 s
- 2007: 4e in ½ fin. EK U23 - 13,49 s
- 2007:  NK - 13,42 s
- 2008:  NK - 13,40 s
- 2010:  NK - 13,88 s
- 2011: 5e Gouden Spike - 13,92 s
- 2011:  NK - 13,54 s
- 2013: 6e NK - 13,76 s (+1.3 m/s)

### 4 x 100 m
- 2010: 8e in serie EK - 44,70 s

## Onderscheidingen
- Velsens sportvrouw van het jaar - 2003, 2004, 2005, 2007, 2011
- Haarlems sportvrouw van het jaar - 2010